# Dansk Vejhistorisk Selskab
Dansk Vejhistorisk Selskab er en dansk forening der har til formål er at fremme interessen for den historiske udvikling af Danmarks veje og deres brug ud fra samfundsmæssige og tekniske synspunkter.
Foreningen blev stiftet 2. marts 1982. Den laver indsamling, og registrering af effekter samt kortlægning og bevaring af historisk interessante vejstrækninger og bygværker.
I 2018 havde foreningen 110 personlige medlemmer og 15 firmamedlemmer.
Til sin død var Prins Henrik protektor for Dansk Vejhistorisk Selskab.